# Chris Brown (atleta)
Christopher («Chris») Brown (15 de octubre de 1978) es un atleta de pista y campo de las Bahamas de la isla de Eleuthera, quien compite en los 400 metros. Además de ganar medallas en concursos individuales, también ha ganado cuatro medallas de Campeonato Mundial en relevo. Él es alumno de la Universidad Estatal de Norfolk.
En 2007, su año más exitoso, Brown ganó las medallas de oro tanto en el individual de 400 m y el relevo 4 × 400 m en los Juegos Panamericanos de 2007. En el Campeonato Mundial de 2007 en Osaka, Brown empató el récord nacional de Bahamas al terminar cuarto en la final de 400 m. Brown (junto con Avard Moncur, Andrae Williams y Michael Mathieu) también ganó la plata en el relevo 4 × 400 m en el Campeonato Mundial de 2007.
En 2012, Brown terminó una vez más en cuarto lugar en la final olímpica de los 400 metros. Ganó su primera medalla de oro olímpica cuatro días después en el relevo 4 × 400 metros, con Bahamas derrotando a Estados Unidos.

## Resultados
| Año  | Competición                          | Ciudad     | Clasificación      | Disciplina            |
| ---- | ------------------------------------ | ---------- | ------------------ | --------------------- |
| 1999 | Campeonato Mundial                   | Sevilla    | 6º                 | Relevo 4 × 400 metros |
| 2000 | Juegos Olímpicos                     | Sídney     | 3º                 | Relevo 4 × 400 metros |
| 2000 | Juegos Olímpicos                     | Sídney     | 2ª ronda           | 400 metros            |
| 2001 | Campeonato Mundial                   | Edmonton   | 1º                 | Relevo 4 × 400 metros |
| 2001 | Campeonato Mundial                   | Edmonton   | series             | 400 metros            |
| 2003 | Campeonato Mundial en Pista Cubierta | Birmingham | semifinales        | 400 metros            |
| 2003 | Campeonato Mundial                   | París      | semifinales        | 400 metros            |
| 2004 | Campeonato Mundial en Pista Cubierta | Budapest   | 5º                 | Relevo 4 × 400 metros |
| 2004 | Campeonato Mundial en Pista Cubierta | Budapest   | semifinales        | Relevo 4 × 400 metros |
| 2004 | Juegos Olímpicos                     | Atenas     | 6º                 | Relevo 4 × 400 metros |
| 2004 | Juegos Olímpicos                     | Atenas     | semifinales        | 400 metros            |
| 2005 | Campeonato Mundial                   | Helsinki   | 2º                 | Relevo 4 × 400 metros |
| 2005 | Campeonato Mundial                   | Helsinki   | 4º                 | 400 metros            |
| 2006 | Campeonato Mundial en Pista Cubierta | Moscú      | 3º                 | 400 metros            |
| 2007 | Campeonato Mundial                   | Osaka      | 2º                 | Relevo 4 × 400 metros |
| 2007 | Campeonato Mundial                   | Osaka      | 4º                 | 400 metros            |
| 2008 | Campeonato Mundial en Pista Cubierta | Valencia   | 3º                 | 400 metros            |
| 2008 | Juegos Olímpicos                     | Pekín      | 2º                 | Relevo 4 × 400 metros |
| 2008 | Juegos Olímpicos                     | Pekín      | 4º                 | 400 metros            |
| 2009 | Campeonato Mundial                   | Berlín     | 5º                 | 400 metros            |
| 2010 | Campeonato Mundial en Pista Cubierta | Doha       | 1º                 | 400 metros            |
| 2010 | Campeonato Mundial en Pista Cubierta | Doha       | No acaban la final | Relevo 4 × 400 metros |
| 2011 | Campeonato Mundial                   | Daegu      | semifinales        | 400 metros            |
| 2012 | Campeonato Mundial en Pista Cubierta | Estambul   | 3º                 | 400 metros            |
| 2012 | Juegos Olímpicos                     | Londres    | 1º                 | Relevo 4 × 400 metros |
| 2012 | Juegos Olímpicos                     | Londres    | 4º                 | 400 metros            |
| 2013 | Campeonato Mundial                   | Moscú      | series             | Relevo 4 × 400 metros |
| 2013 | Campeonato Mundial                   | Moscú      | semifinales        | 400 metros            |
| 2014 | Campeonato Mundial en Pista Cubierta | Sopot      | 2º                 | 400 metros            |
| 2015 | Campeonato Mundial                   | Pekín      | semifinales        | 400 metros            |
| 2016 | Campeonato Mundial en Pista Cubierta | Portland   | 2º                 | Relevo 4 × 400 metros |